# Piaffer

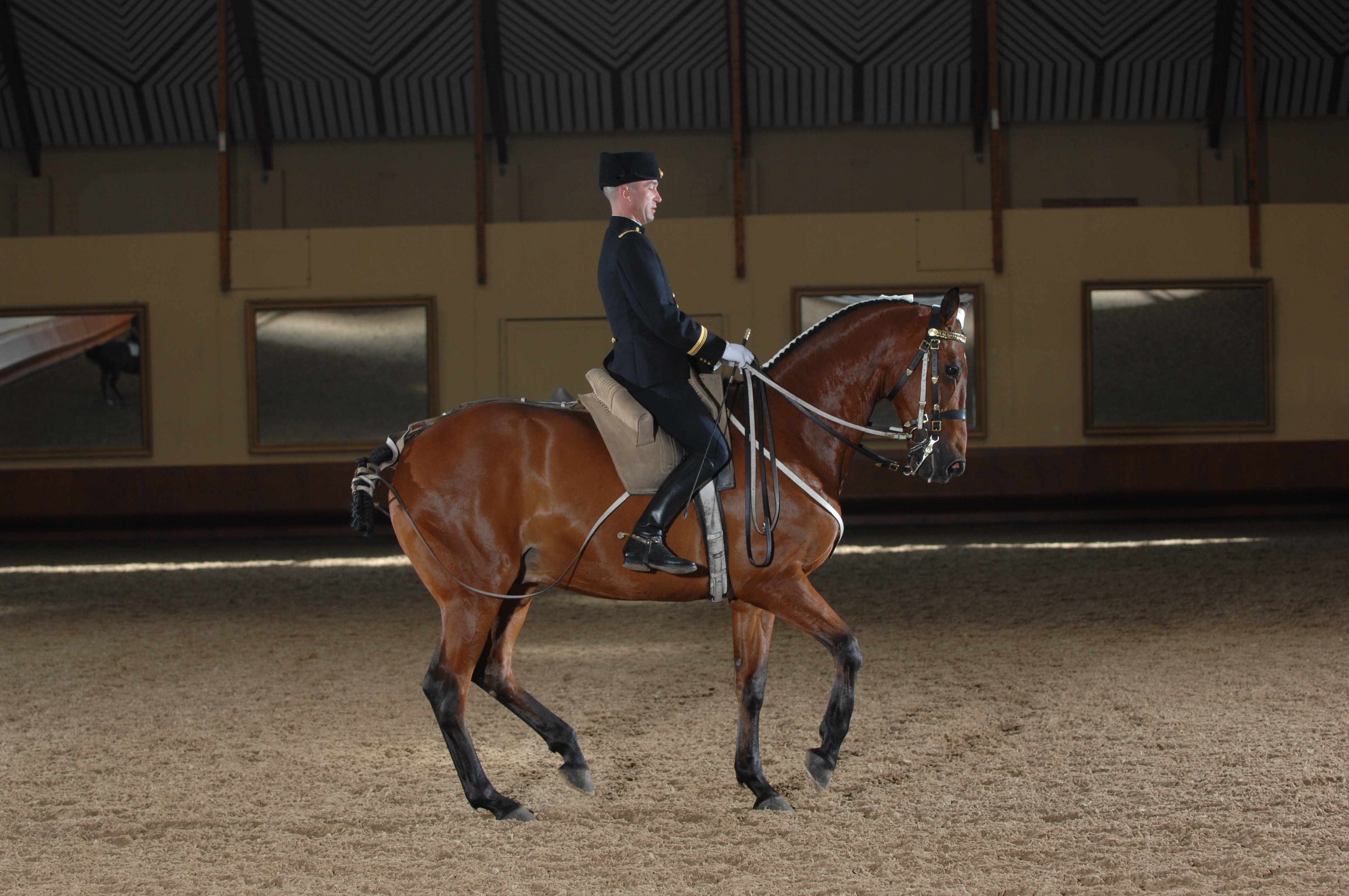
Ecuyer du Cadre noir réalisant un piaffer.

Le piaffer est une allure artificielle issue des allures naturelles du cheval, qui consiste en un trot sur place, relevé, rond, suspendu et majestueux dans lequel le cheval se projette d'un diagonal sur l'autre. L'élévation du diagonal en suspension est accentuée dans un temps lent et régulier, la pince du membre de soutien s'élèvant plus qu'au passage et la flexion des hanches étant plus prononcée. 
Certains décrivent le piaffer comme un passage sur place, mais si on observe le rythme adopté, il s'agit plus d'un pas qui se raccourcit dans une surimpulsion qui amène la diagonalisation.
Le piaffer est considéré comme l'expression parfaite de l'équilibre équestre. Il exige une grande impulsion et beaucoup de flexibilité de la part du cheval. Tous ne sont pas capables de l'exécuter . Les allures du cheval qui piaffe sont naturellement suspendues et énergiques, son tempérament est nécessairement vif et tonique. Nuno Oliveira pense que le piaffer est la clef de voûte de la Haute Ecole : "Quand le cheval est au piaffer, il peut entamer n'importe quelle allure, sans hésitation et sans effort".
Dans la nature, le cheval qui piaffe manifeste ainsi une excitation aiguë d'ordre ludique, agressive ou bien encore sexuelle. C'est aussi l'attitude de l'étalon triomphant.

## Apprentissage

### Histoire
Les Anciens débutaient l'apprentissage du piaffer dans les piliers en balançant les hanches du cheval de part et d'autre, puis ils réduisaient le mouvement latéral jusqu'à la mobilisation des postérieurs sur place.
Baucher effectuait cet apprentissage à pied, le cavalier tenant de la main gauche les rênes ou le caveçon, et la main droite sollicitant les postérieurs avec la cravache ou la chambrière. Le cheval devait se diagonaliser sur place par l'alternation d'actions opposées. Cette méthode est encore utilisée aujourd'hui par l'Ecole de Vienne.
Le général Decarpentry préparait le piaffer par des départs de pied ferme au trot, suivis d'arrêts, et d'arrêts du trot suivis de départs.

### Époque moderne
Chaque cheval est différent. Certains chevaux commenceront par l'apprentissage du passage pour parvenir au piaffer ; pour d'autres l'apprentissage inverse sera plus bénéfique. Nuno Oliveira préconise de commencer par le piaffer avec les chevaux énergiques et peu disposés à diagonaliser, ainsi qu'avec les chevaux mous. On développe ainsi le mouvement qui est le plus naturel chez le cheval, afin de faciliter celui qui ne l'est pas.
Le travail à pied est souvent préconisé lors de l'apprentissage du piaffer, mais difficile à obtenir correctement si le cheval manque d'énergie. Il peut aussi être abordé à partir du pas rassemblé raccourci par des demi-arrêts. 
Il est important d'obtenir et savoir se contenter de quelques foulées bien rythmées (plutôt qu'un long piétinement déréglé), puis de faire repartir le cheval au trot. Le cavalier doit arrêter le cheval quelques battues avant que lui-même ne s'arrête. Cet apprentissage requérant beaucoup de force dans l'arrière main, il est nécessaire de  souvent arrêter le cheval et lui laisser allonger l'encolure.
Le piaffer ne peut être physiquement exécuté que par un cheval adulte, son apprentissage ne doit pas commencer avant ses sept ans. Le cheval doit être à l'aise au trot d'école, faire des transitions facilement, dans le calme et avec bonne volonté, du trot au reculer et du reculer au trot, sans marquer l'arrêt, afin de pouvoir diagonaliser correctement.

## Exécution
Une bonne cadence dans le rythme de l'allure et une attitude correcte doivent être privilégiées à l'élévation du geste. La propulsion est conservée ; le cheval reste léger et droit d'épaules pour garantir le raccourcissement, l'élévation et la symétrie des battues.
Le piaffer se conserve avec une complète descente de main et de jambes et s'entretient avec la seule assiette. Il n'est possible qu'avec un cheval qui a cessé tout appui contre la main. A l'engagement du bassin du cavalier et au rythme indicatif des jambes, il abaisse ses hanches et grandit son avant main. Le piaffer est alors déclenché par l'action alternée des jambes du cavalier. 
Le cavalier doit veiller à ce que le cheval ne s'excite pas, sinon il va s'acculer et dérégler son pas normal.

Le cheval brillant dans le piaffer pointe les oreilles en avant, grandit son devant, engage ses postérieurs et se montre fier et joyeux lors de son exécution.

Cheval de Pure race espagnole au piaffer.
- Passage et piaffer réalisés par un cavalier allemand.

## Le piaffer dans les compétitions de dressage
Le piaffer est un mouvement diagonal vers le haut, très rassemblé et cadencé donnant l’impression de rester sur place. Le dos du cheval est souple et élastique. L'arrière-main s'abaisse; les hanches sont bien engagées et les jarrets actifs, donnant une grande liberté, légèreté et mobilité aux épaules et à l'avant-main. Chaque diagonal s'élève et se pose au sol en alternance, avec élasticité et dans une cadence régulière. 
En principe, la hauteur de la pointe de l'avant-pied surélevé doit être au même niveau que le milieu du canon de l'autre antérieur. La pointe du pied arrière qui s'élève doit arriver juste au-dessus de l'articulation du boulet de l'autre jambe arrière.
L'encolure doit être relevée et gracieusement arrondie, la nuque étant le point le plus haut. Le cheval doit rester «sur la main» avec un nuque souple et maintenir un contact léger. Le corps du cheval doit se déplacer dans un mouvement souple, cadencé et harmonieux.
Le piaffer doit toujours être exécuté dans une impulsion vive et se caractériser par un équilibre parfait. Tout en donnant l’impression de rester sur place, il doit y avoir une propension visible à avancer, ce qui se traduit par l’acceptation empressée du cheval à repartir dès que cela lui est demandé.
Un déplacement légèrement en arrière, des battues irrégulières ou saccadées des postérieurs ou antérieurs, une absence de diagonalisation claire, un croisement des antérieurs ou des postérieures, un balancement de l'avant-main ou l'arrière-main d'un côté à l'autre, un cheval qui s'ouvre, devant ou derrière, qui avance trop vite ou à deux temps, sont autant de fautes graves.
Dans la notation du piaffer, les juges portent particulièrement leur attention sur la régularité, la prise de poids, le fait que le cheval se porte de lui-même, l'équilibre, l'activité, l'élasticité du dos et des foulées, le respect du nombre de pas diagonaux demandés.
En France, le piaffer est demandé dans les reprises de niveau Pro 1 et Pro Elite.
Dans les épreuves internationales seniors, le piaffer est demandé à partir des reprises Intermédiaires A, imposés et libres. Il figure donc dans les épreuves des championnats internationaux seniors et aux jeux olympiques. Il figure aussi dans les reprises U25.

## Langage courant
Bien que très spécifique, le terme « piaffer » est entré dans le langage courant. Il s'emploie au figuré et signifie s'agiter bruyamment, comme dans l'expression « piaffer d'impatience ». Il signifie aussi faire de l'esbroufe.